# Manhala Jai Singh
Manhala Jai Singh – miejscowość w Indiach, w Pendżabie. W 2011 roku liczyła 3172 mieszkańców.